# ニセコHANAZONOリゾート
ニセコHANAZONOリゾート（英語: HANAZONO NISEKO JAPAN）は、北海道虻田郡倶知安町にあるリゾート。

## 概要
ニセコアンヌプリの裾野に広がる「ニセコユナイテッド」（ニセコアンヌプリ国際スキー場・ニセコビレッジ・ニセコ東急 グラン・ヒラフ・ニセコHANAZONOリゾート）の1つ。スキー場やゴルフ場があり、ひらふエリアを東急リゾーツ&ステイ、花園エリアを香港資本の日本ハーモニー・リゾートが運営しており、両エリアを山腹の連絡コースや山麓のシャトルバス（冬期のみ運行）で行き来することができる。バックカントリーができるコースで知られているほか、テレインパークを設けている。また、グリーンシーズンでも各種アクティビティを楽しむことができる。
2020年（令和2年）、ハイアットホテルアンドリゾーツによるホテルと日本国内初となるパークハイアットレジデンスを擁する「パークハイアット ニセコHANAZONO」が開業した。今後は、買収したニセコワイススキー場（現在のホワイトアイルNISEKO）との間に連絡リフトを架設してスキー場を復活させる計画がある。

## 沿革
花園地区は、1970年代に国労共済によって「勤労者休暇村計画」が構想されたが実現しなかった。その後、地域一帯を買収したニセコ高原観光（現在のニセコ東急リゾート）がゴルフ場を造成したが、オイルショックの影響から開業できずにいた。1985年（昭和60年）にニセコ高原観光の経営が東急不動産になると、1990年（平成2年）「花園地区大規模リゾート開発計画」を発表し、実現に向けて動き出した。
- 1992年（平成04年）：「ニセコ東急ゴルフコース」オープン。「ニセコひらふ花園スキー場」オープン[7]。
- 1993年（平成05年）：電子リフトチケットシステム「ニセコフリーパスポートシステム」導入[9]。
- 2004年（平成16年）：オーストラリア資本の「日本ハーモニー・リゾート」がニセコ花園スキー場を買収[7]。
- 2005年（平成17年）：日本ハーモニー・リゾートがニセコ東急ゴルフコースを買収（運営はニセコ高原観光が継続）[10]。
- 2007年（平成19年）：香港企業のPCCWの子会社「パシフィック・センチュリー・プレミアム・ディベロップメンツ」（PCPD）が日本ハーモニー・リゾートを買収[11]。
- 2015年（平成27年）：日本ハーモニー・リゾートが「ニセコワイススキー場」を買収[12]。
- 2016年（平成28年）：ニセコ東急ゴルフコースの運営が日本ハーモニー・リゾートとなり、「HANAZONO GOLF」と改称。
- 2019年（令和元年）：『第14回20か国・地域首脳会合』（2019 G20サミット）の閣僚会合「観光大臣会合」開催[13]。
- 2020年（令和02年）：「パークハイアット ニセコHANAZONO」開業[14]。

## 施設

### HANAZONO308
- リフト券売場・アクティビティデスク、トイレ、更衣室、ロッカー
- レンタル&リテイルショップ NISEKO SPORTS HANAZONO308店
- カフェHANAZONO308
- ギャラクシーオブキッズ

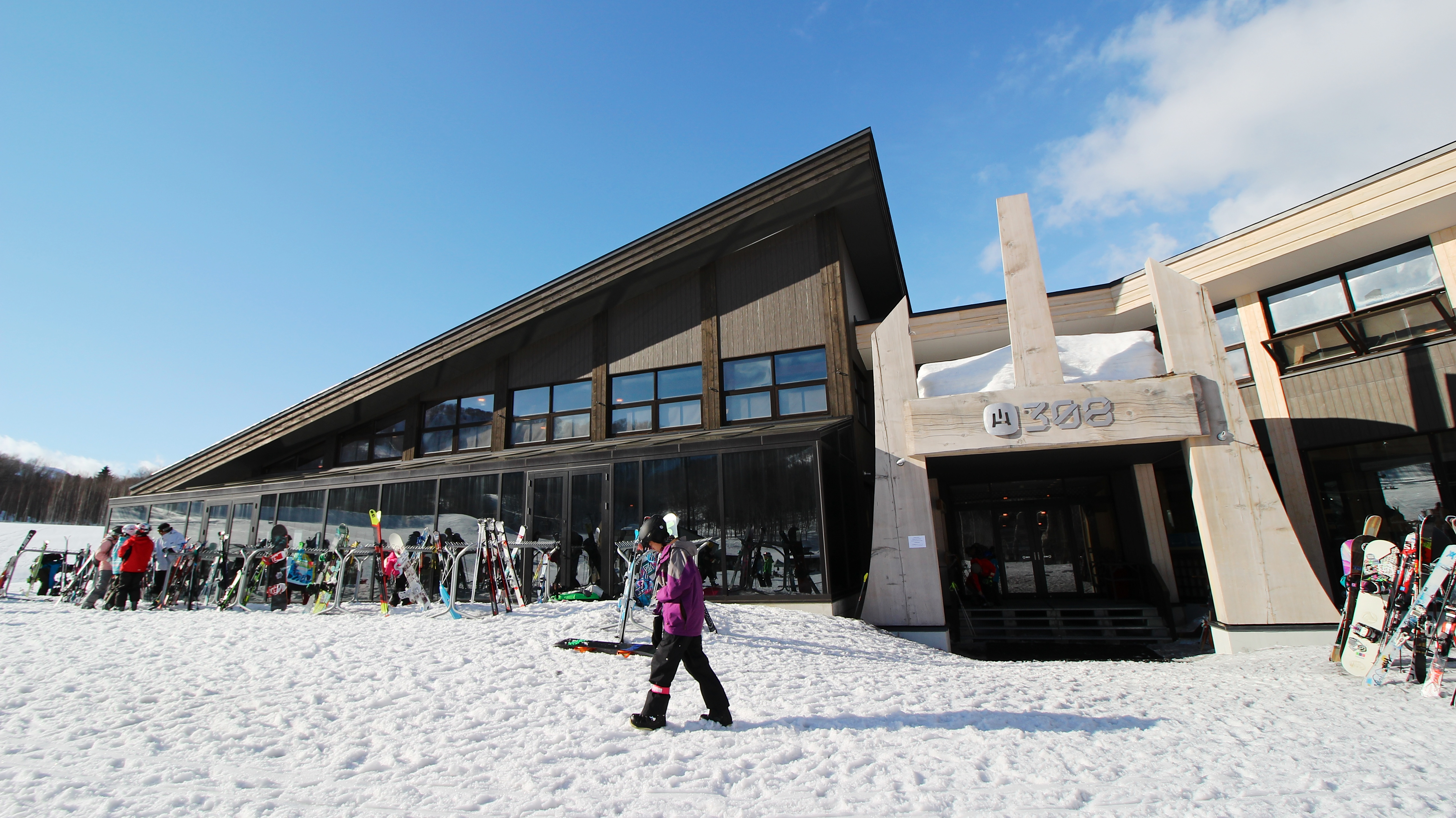
HANAZONO 308外観（2017年3月）

### スキー場
コース
- 初級コース
  - マンゴーサラダ
  - ジューシーフルーツ
  - 連絡コース（ニセコ東急 グラン・ヒラフ・ホリデーコースにつながる）
- 中級コース
  - 羊蹄サンセット
  - パラレルコース（ニセコ東急 グラン・ヒラフ・スインギングモンキーからつながるコース）
  - クリスタルガーデン
  - 接続コース
  - ステアウェイ・トゥ・ヘブン
  - HANAZONOパーク（テレインパーク）
  - コリーズフォーリー
  - シルバードリーム
- 上級コース
  - レジェンド・オブ・シンヤ

他にもHANAZONO 308とパークハイアット ニセコHANAZONOの前にマジックカーペットを設けた「ビギナースキーエリア HANAZONO チューブパーク」がある。マジックカーペットは当初3基設けられていたが、現在は1基となっている。

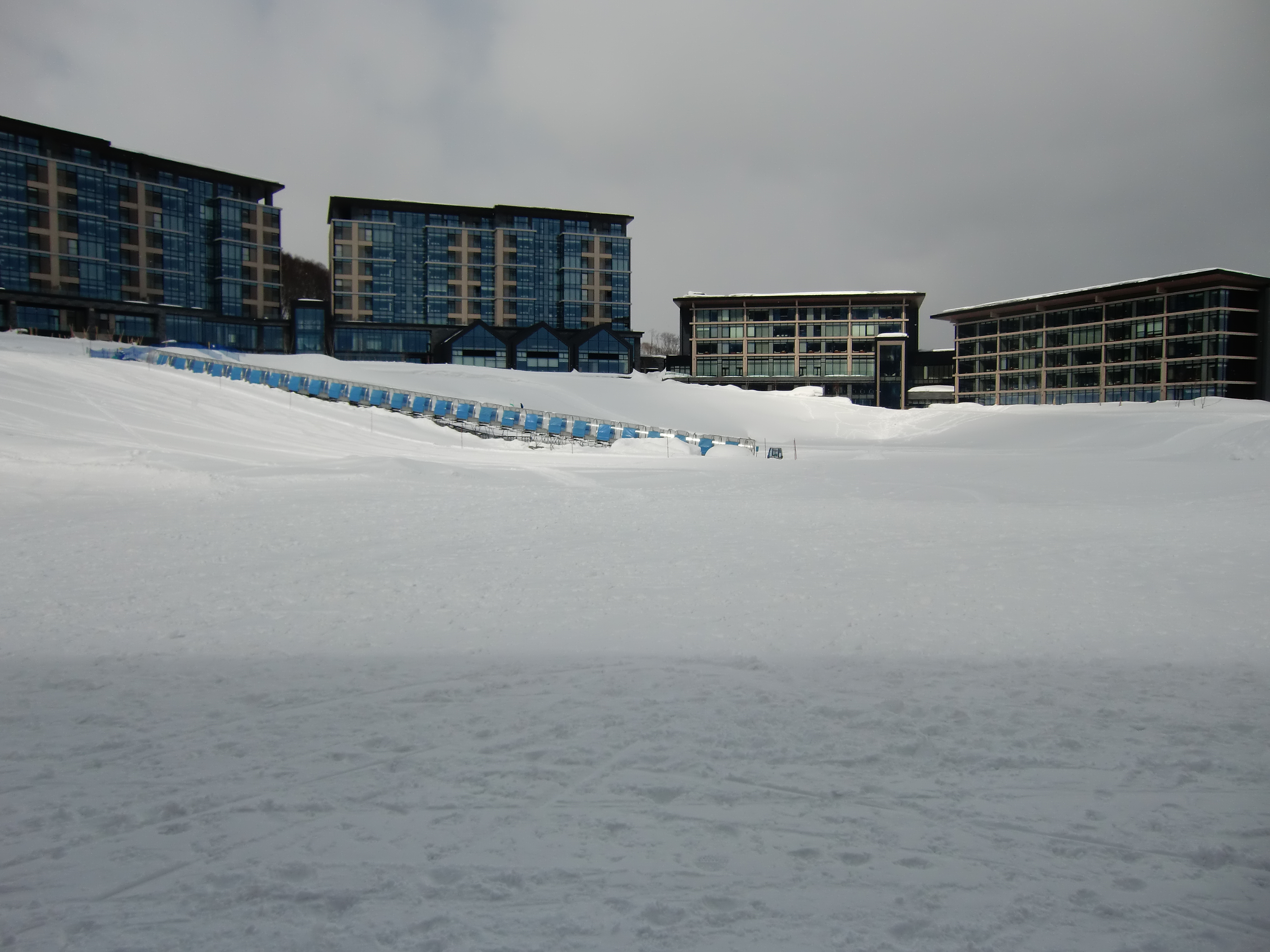
パークハイアット ニセコHANAZONOとビギナースキーエリア HANAZONO チューブパークおよびマジックカーペット（2022年3月撮影）
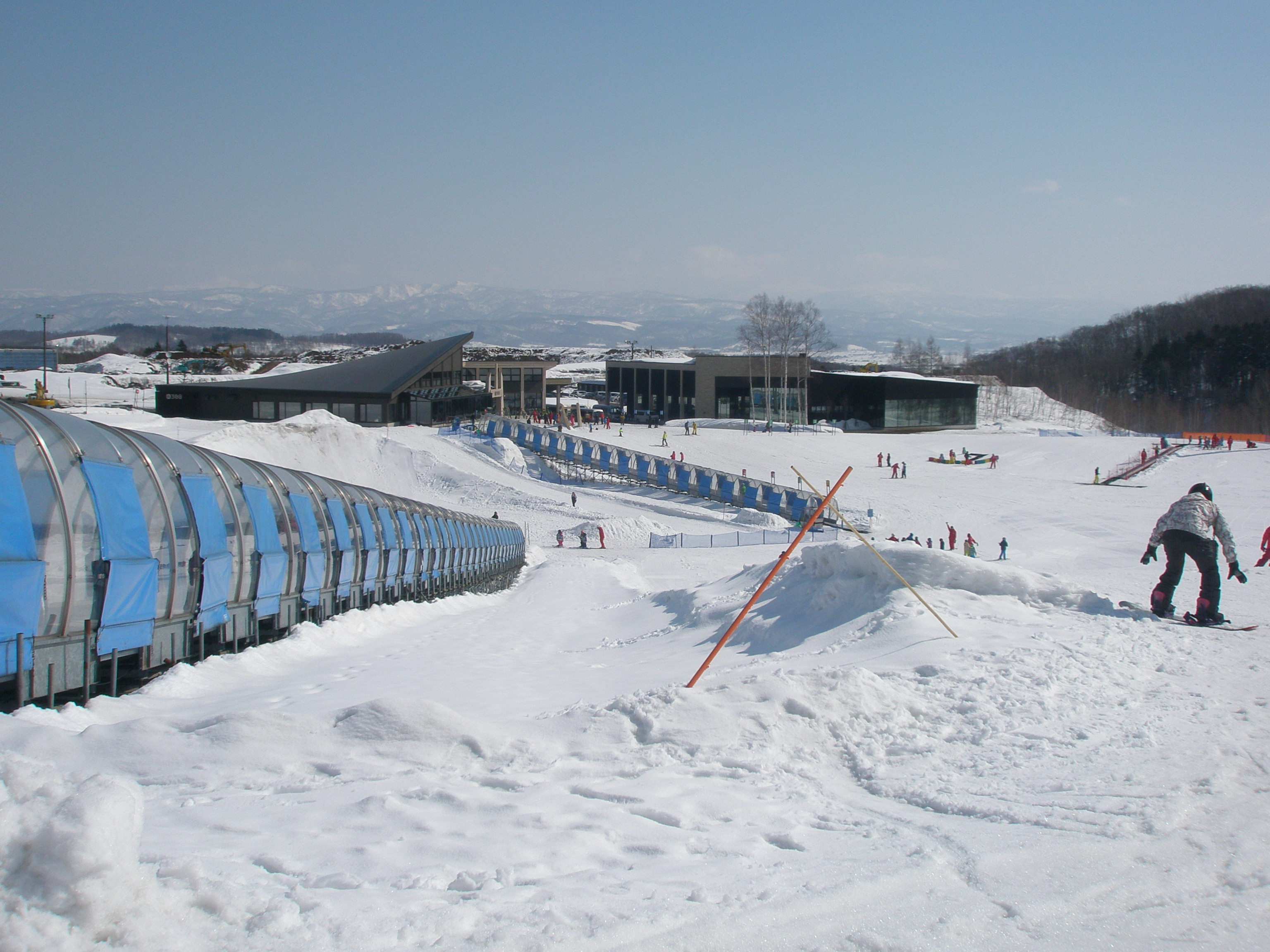
2019年当時のビギナーズスキーエリア HANAZONOチューブパークとマジックカーペット、奥側にHANAZONO 308とレストラン アスペルジュ HANAZONO

リフト・ゴンドラ
| リフト名                     | 定員 | 路線長  | 運転速度 | 建設年月 | 備考                                                                     |
| ---------------------------- | ---- | ------- | -------- | -------- | ------------------------------------------------------------------------ |
| HANAZONOシンフォニーゴンドラ | 10名 | 1,362 m | 6.0 m/s  | 2021年   | 下車専用の中間駅があり、ジューシーフルーツ（初級コース）のみの利用が可能 |
| HANAZONO第1リフト            | 6名  | 1,589 m | 5.0 m/s  | 2021年   | フード付き                                                               |
| 花園第2クワッド              | 4名  | 743 m   | 4.0 m/s  | 1992年   |                                                                          |
| 花園第3クワッド              | 4名  | 1,102 m | 4.0 m/s  | 1992年   | フード付き                                                               |

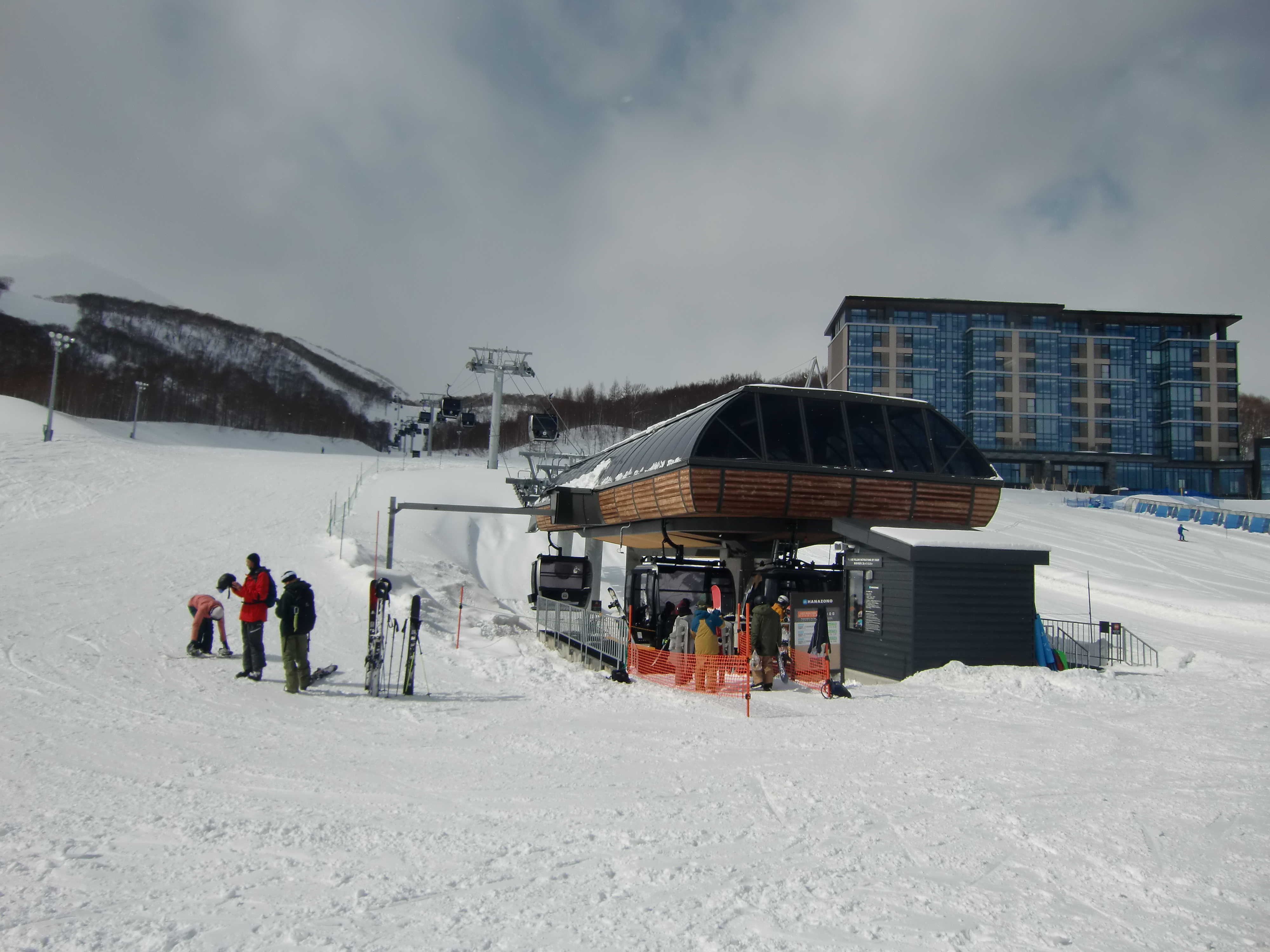
HANAZONOシンフォニーゴンドラ（山麓駅、2022年3月撮影）
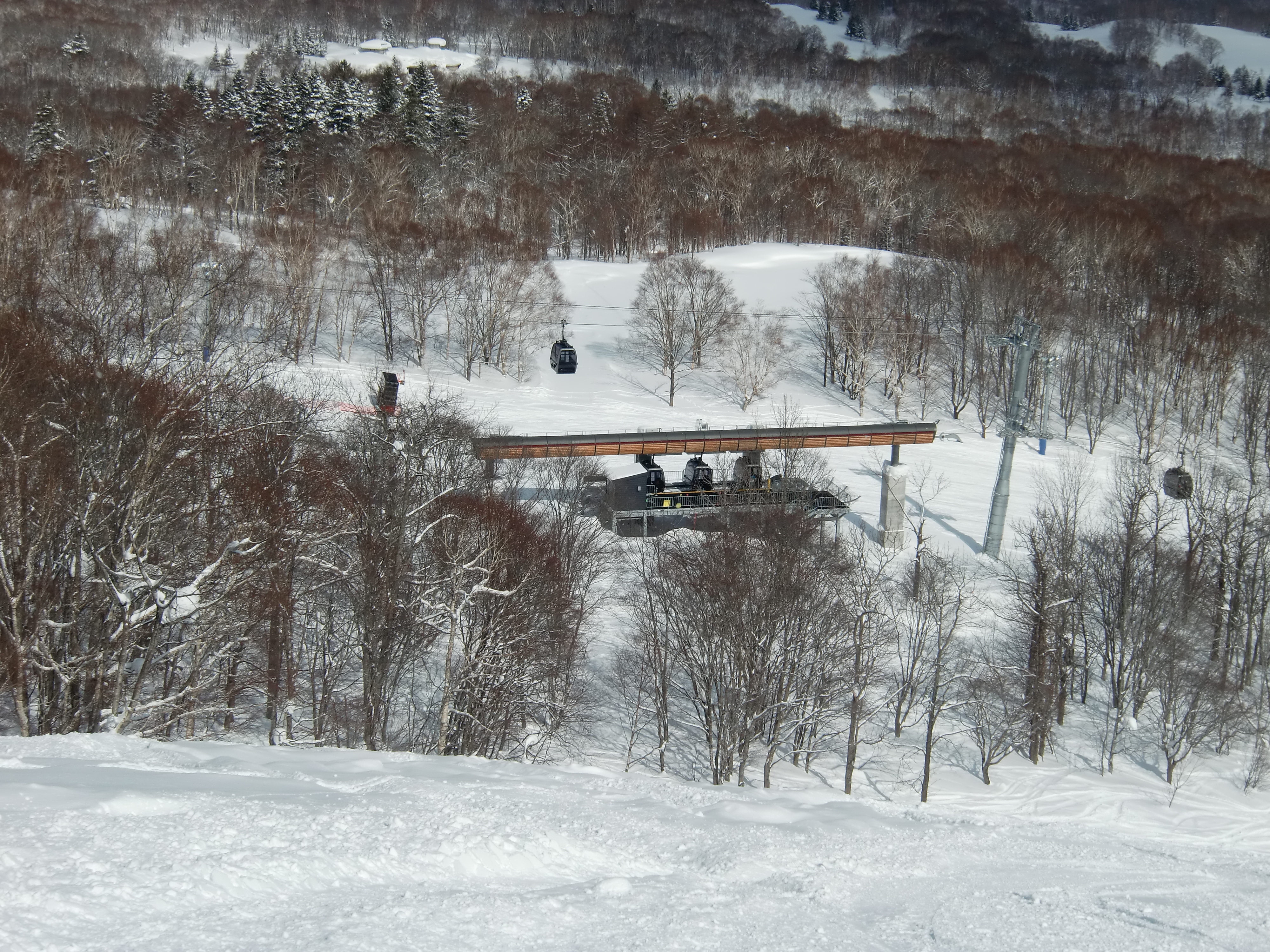
HANAZONOシンフォニーゴンドラ（中間駅、2022年3月撮影）
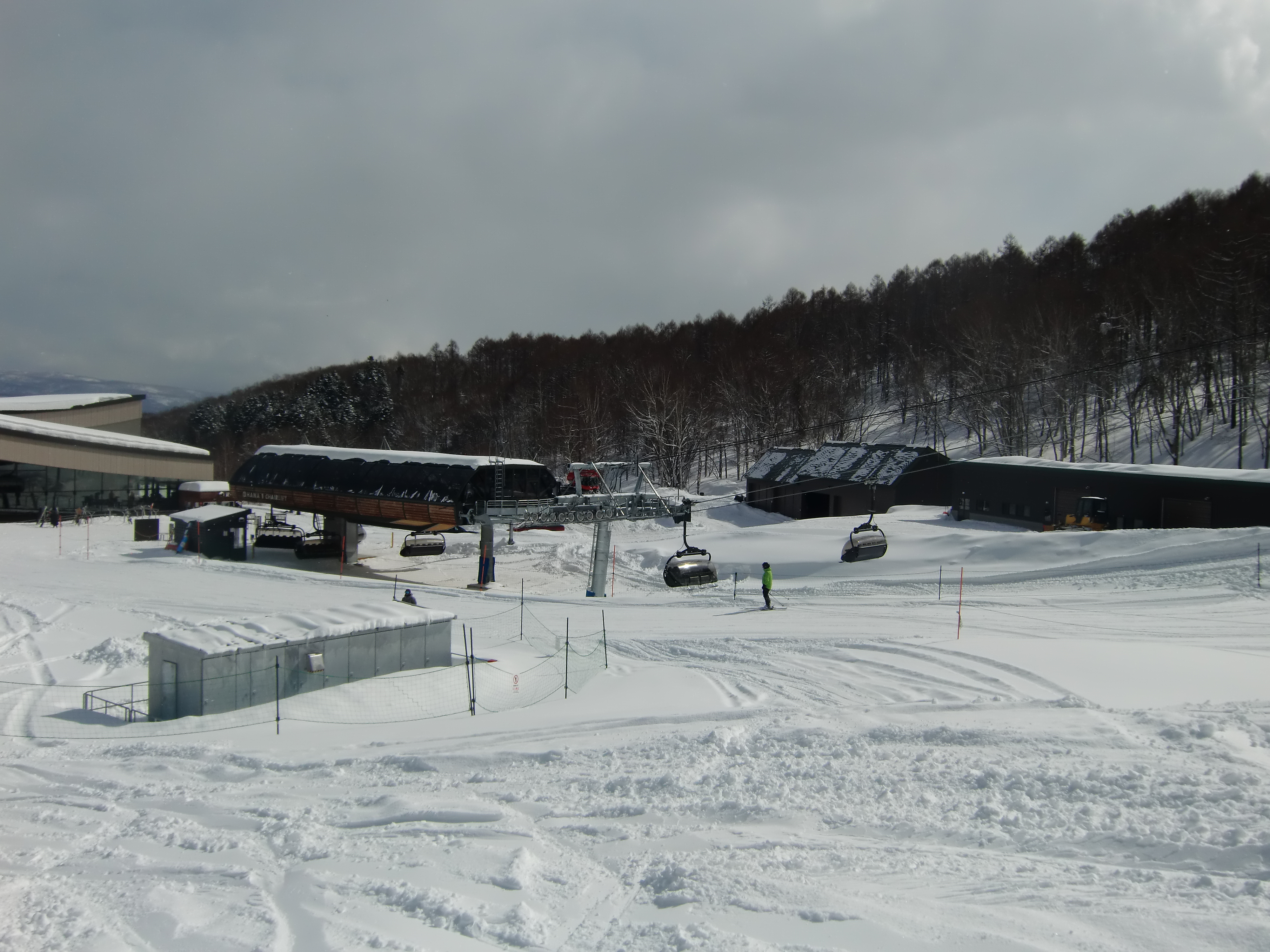
HANAZONO第1リフト（6人乗り、2022年3月撮影）
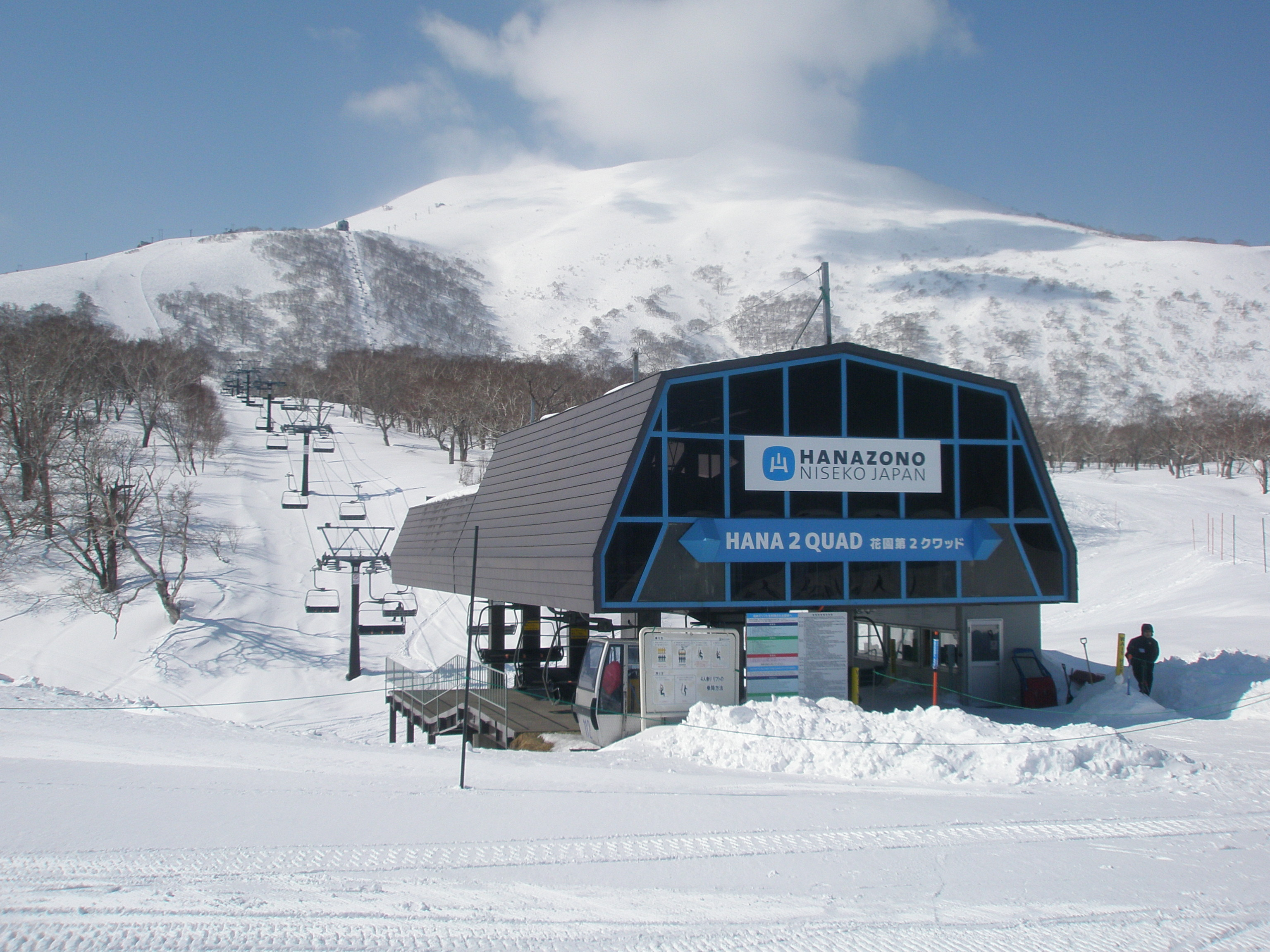
花園第2クワッド（2019年3月撮影）
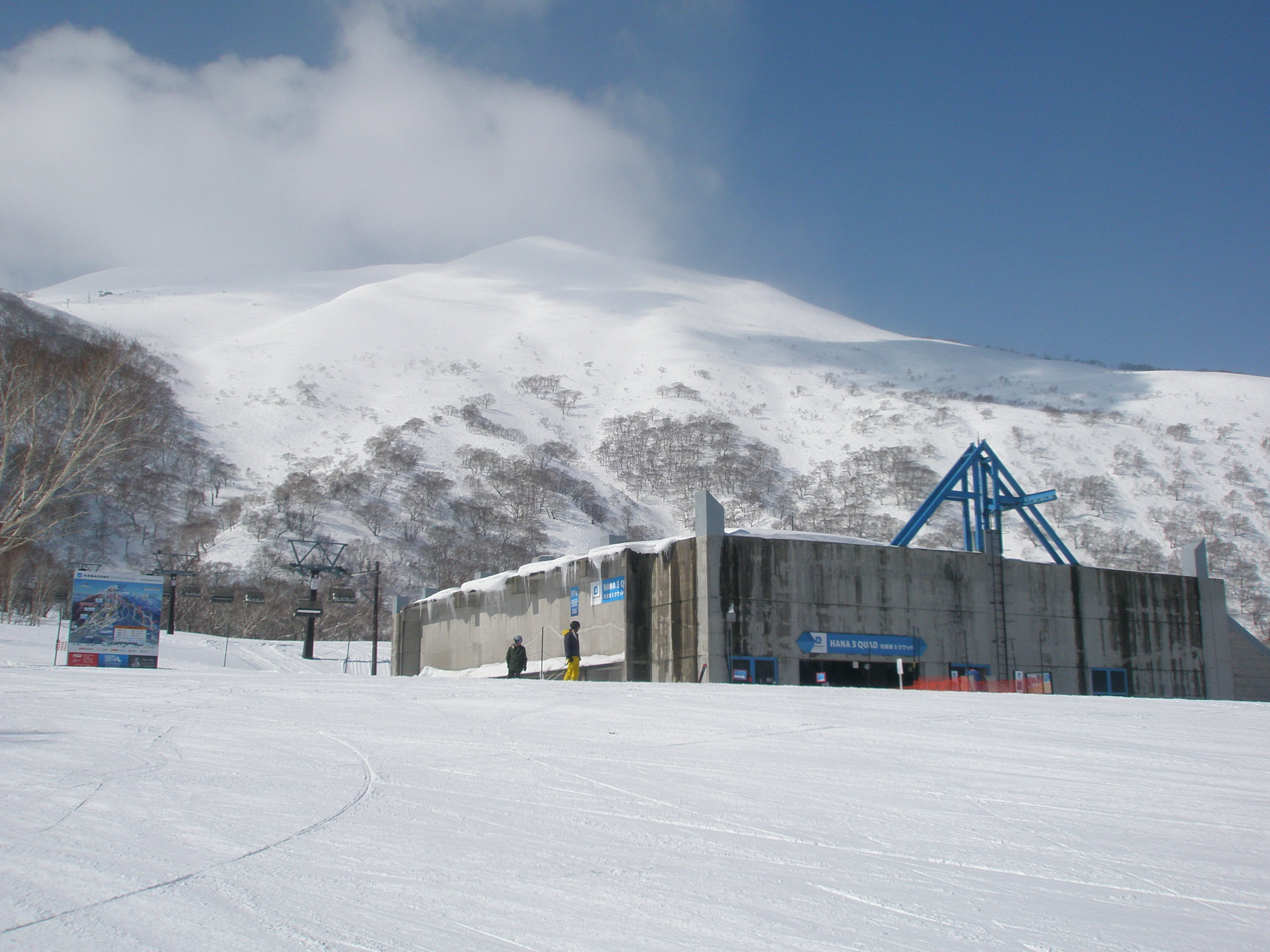
花園第3クワッド（2019年3月撮影）

廃止したリフト
| リフト名        | 定員 | 路線長  | 運転速度 | 建設年月 | 備考                                          |
| --------------- | ---- | ------- | -------- | -------- | --------------------------------------------- |
| 花園第1クワッド | 4名  | 1,627 m | 5.0 m/s  | 1992年   | フード付き、2020 - 2021年シーズンをもって廃止 |

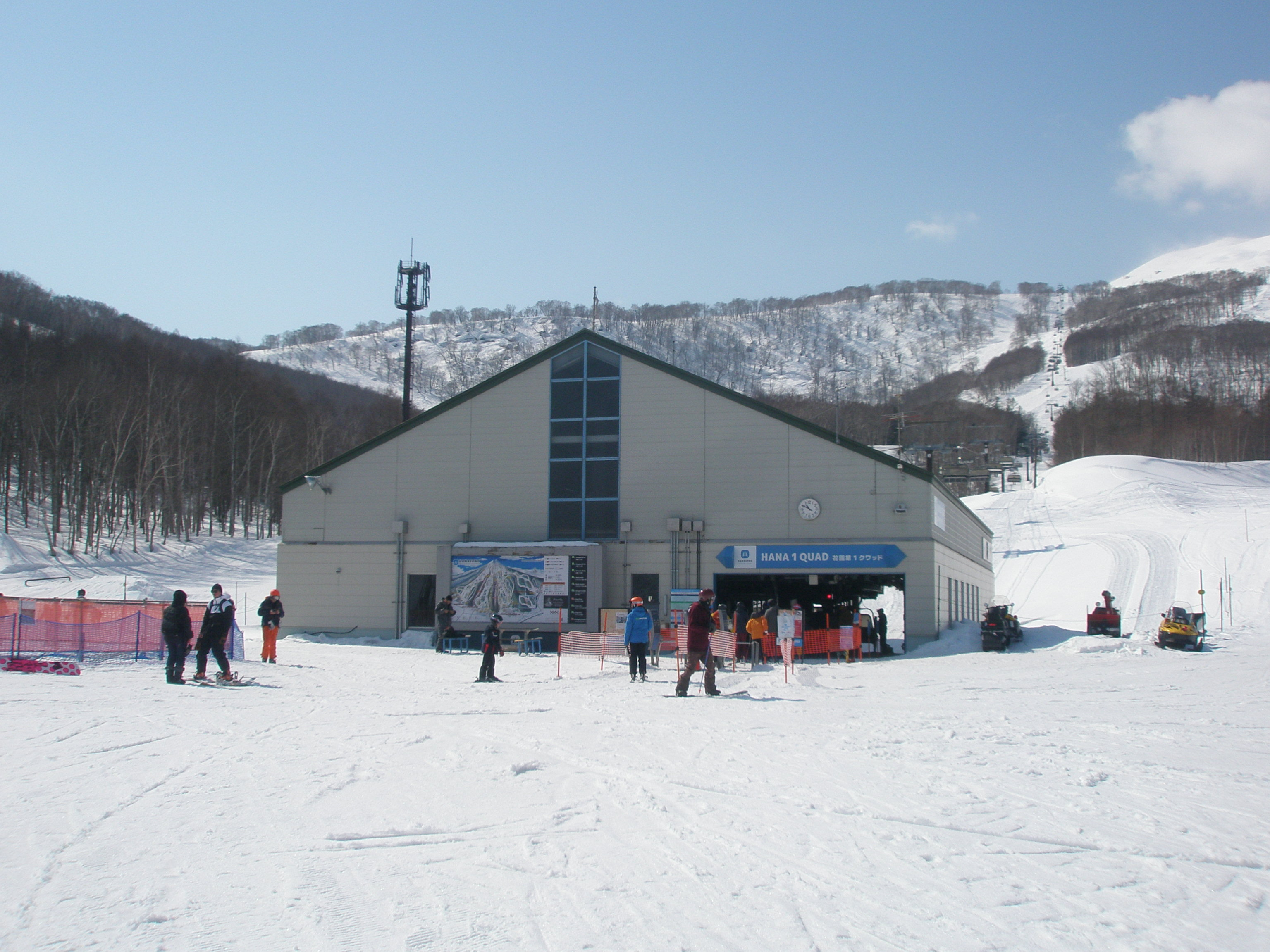
稼働当時の花園第1クワッド（2019年3月撮影）

上記の表の通り、花園第１クワッドリフトは令和3年7月18日時点で解体工事が行われ、同じラインにおいて6人乗り高速リフトに更新されると同時に、ニセコHANAZONOリゾート初の10人乗りゴンドラも新設され、2021 - 2022年シーズンより稼働開始となった。また、同シーズンより初となるナイター営業も開始された。
レストラン・カフェ
- HANAZONO EDGE レストラン&バー
- HANA 1 Café

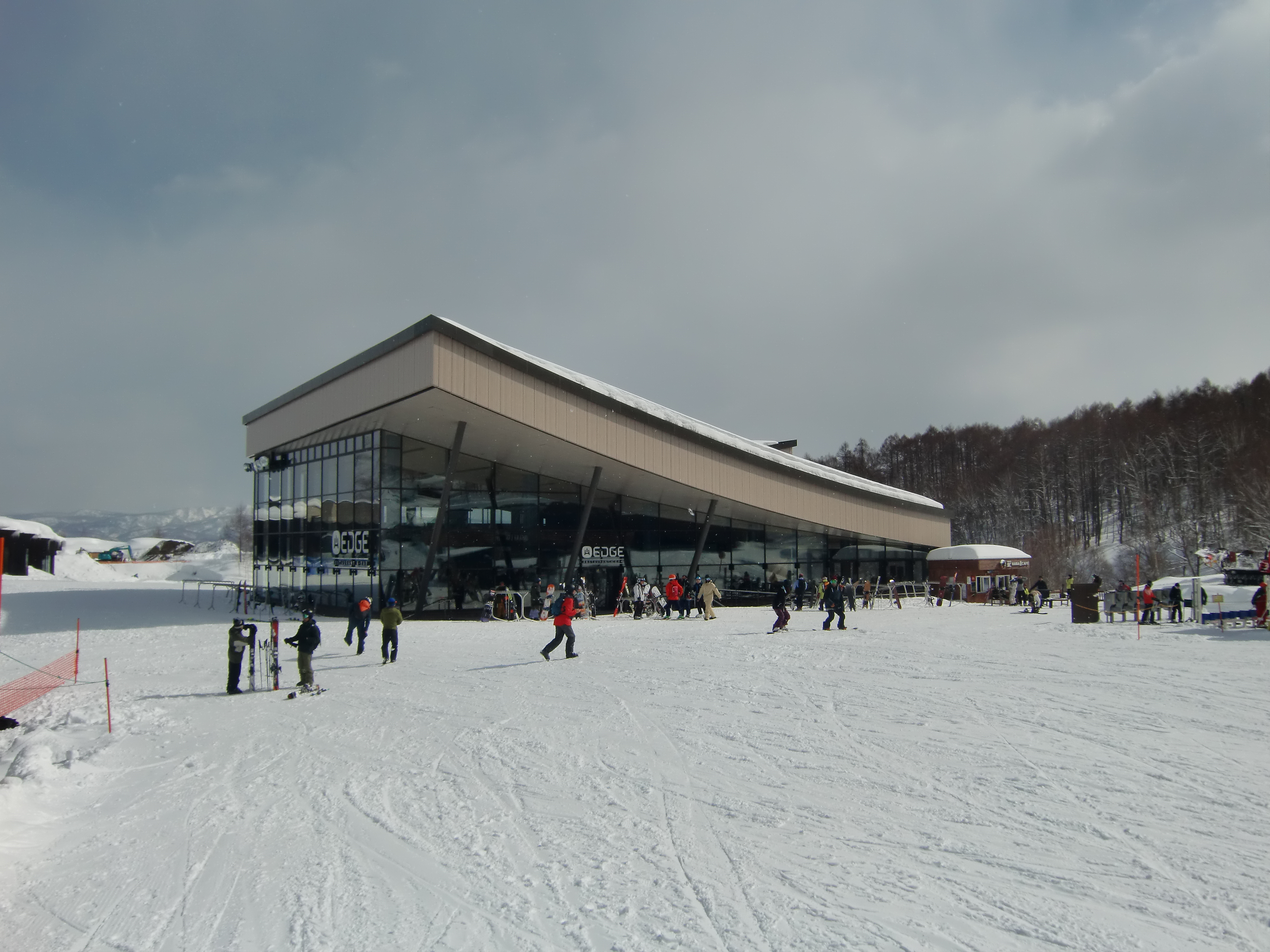
HANAZONO EDGE（2022年3月撮影）
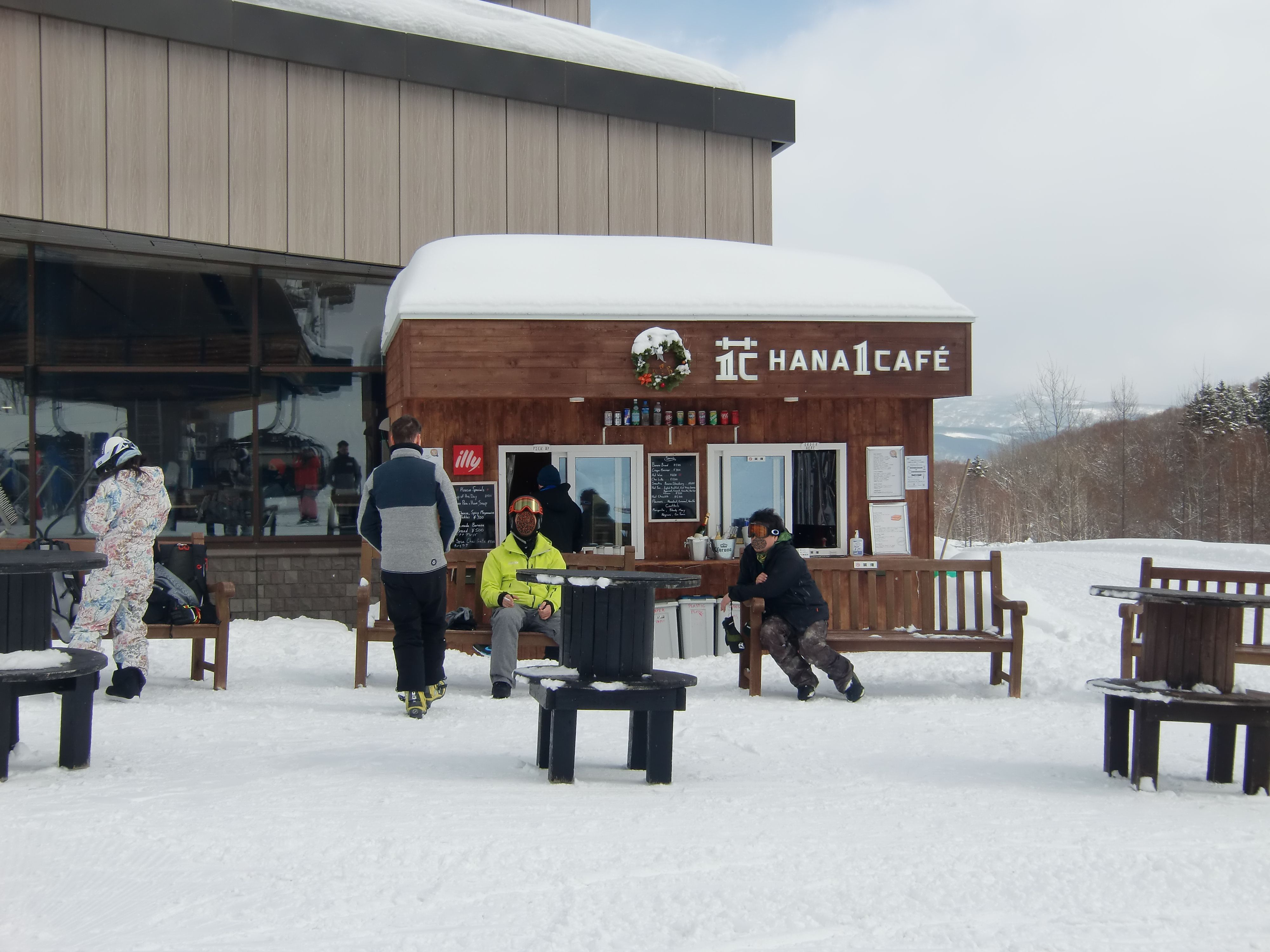
HANAZONO EDGE 前に設けられた HANA 1 Café（2022年3月撮影）
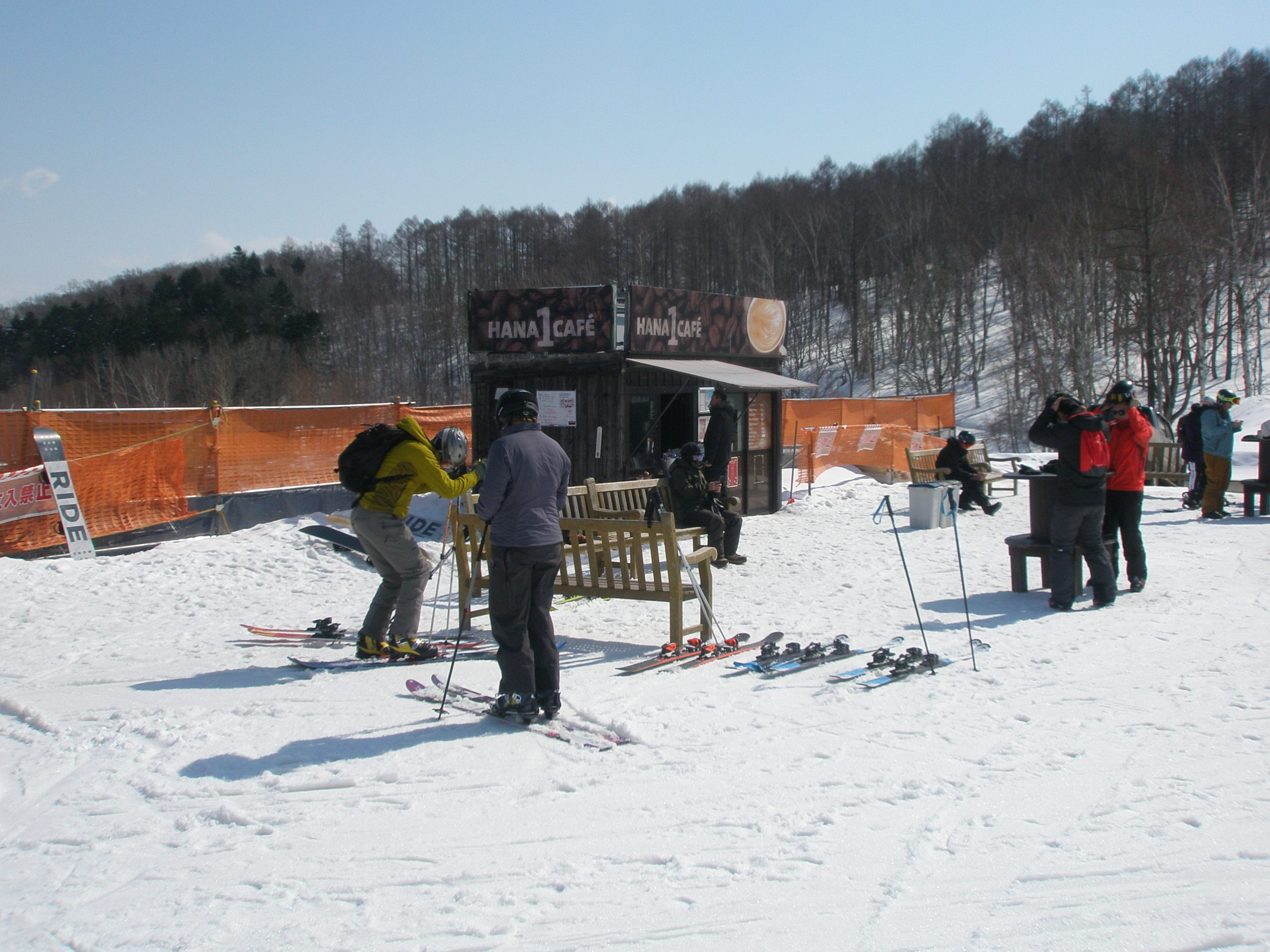
2019年当時のHANA 1 Café

### ゴルフ場
クラブハウス
- レストラン
- 大浴場
- ロッカールーム
- コンペルーム

コース
| OUT       | 1   | 2   | 3   | 4   | 5   | 6   | 7   | 8   | 9   | TOTAL |         |
| --------- | --- | --- | --- | --- | --- | --- | --- | --- | --- | ----- | ------- |
| Black Tee | 392 | 164 | 367 | 421 | 507 | 440 | 407 | 211 | 548 | 3,457 |         |
| Blue Tee  | 379 | 164 | 367 | 404 | 475 | 400 | 385 | 190 | 523 | 3,287 |         |
| White Tee | 353 | 138 | 330 | 382 | 450 | 376 | 359 | 181 | 499 | 3,068 |         |
| Gold Tee  | 336 | 130 | 309 | 370 | 436 | 336 | 349 | 143 | 490 | 2,899 |         |
| Red Tee   | 292 | 95  | 271 | 326 | 382 | 334 | 257 | 113 | 475 | 2,545 |         |
| Par       | 4   | 3   | 4   | 4   | 5   | 4   | 4   | 3   | 5   | 36    |         |
| IN        | 10  | 11  | 12  | 13  | 14  | 15  | 16  | 17  | 18  | TOTAL | G.TOTAL |
| Black Tee | 380 | 164 | 442 | 421 | 528 | 452 | 558 | 214 | 387 | 3,546 | 7,003   |
| Blue Tee  | 362 | 164 | 412 | 390 | 500 | 417 | 538 | 201 | 360 | 3,344 | 6,631   |
| White Tee | 348 | 146 | 393 | 363 | 475 | 387 | 501 | 177 | 321 | 3,111 | 6,179   |
| Gold Tee  | 348 | 134 | 375 | 338 | 461 | 373 | 436 | 141 | 288 | 2,894 | 5,793   |
| Red Tee   | 334 | 105 | 305 | 226 | 415 | 351 | 380 | 141 | 288 | 2,545 | 5,090   |
| Par       | 4   | 3   | 4   | 4   | 5   | 4   | 5   | 3   | 4   | 36    | 72      |

## アクセス
スキーシーズンには花園 - 比羅夫間を無料のシャトルバス（HANAZONOシャトル）が運行している。また、ニセコバスによりニセコアンヌプリ国際スキー場・ニセコビレッジ・ニセコ東急 グラン・ヒラフ・ニセコHANAZONOリゾートの4スキー場間を結ぶ「ニセコユナイテッドシャトルバス」が運行され、通常運賃のほかにニセコ全山共通リフト券の有効ポイント（回数券）を1ポイント使って利用出来るが、各種時間券・日券・シーズン券を持っている場合は無料で利用出来る。
- 北海道旅客鉄道（JR北海道）倶知安駅から車で約10分
- 小樽から車で約90分
- 札幌から車で約120分
- 新千歳空港から車で約150分
- 函館から車で約200分

## 参考資料
- “地域の歴史・詳細”.   ニセコひらふ教育旅行協会. 2019年2月26日閲覧。
- 河西邦人. “ニセコアンヌプリのスキー場”. New Directions of All Around Management. 2016年3月7日閲覧。
- “附表1：ニセコ地域観光開発史年表” (PDF).  日本貿易振興機構（JETRO）. pp. 2-7 (2006年). 2016年2月24日閲覧。
- “ニセコは今（4）香港資本が豪州系企業買収”. 北海道建設新聞 (北海道建設新聞社). (2007年11月16日).  オリジナルの2016年5月10日時点におけるアーカイブ。 2019年2月26日閲覧。
- “倶知安町観光振興基本計画【資料編】”.  倶知安町 (2009年). 2016年2月21日閲覧。
- “ニセコの4スキー場は何がどう違う？ それぞれの特徴と楽しみ方とは”. 北海道ファンマガジン (2016年1月12日). 2019年2月21日閲覧。